# Rhonda Byrneová
Rhonda Byrneová (rozená Izon; *12. března 1951, Melbourne, Austrálie) je australská spisovatelka, televizní a filmová producentka. Její kniha Tajemství (napsaná podle  stejnojmenného filmu), založená na Novém myšlení, učí o zákonu přitažlivosti. Byrneová vydala několik knižních pokračování, mezi nimi například Moc, Kouzlo a Hrdina.

## Život předTajemstvím (The Secret)
Byrneová se narodila v roce 1951 v Melbourne (Austrálie) rodičům Ronaldu a Irene Izonovým. Dříve pracovala jako televizní producentka u filmů jako například Oz Encounters: UFO's in Australia (1997), Sensing Murder: Easy Street (2003), Loves Me, Loves Me Not (2003) a The World's Greatest Commercials (1995 - 2004).
Po smrti svého otce v roce 2004 začala mít Byrneová velké deprese. Díky své dceři Hayley si přečetla The Science of Getting Rich (1910) od Wallace D. Wattlese. Dočetla se o pozitivním myšlení, zákonu přitažlivosti a o tom, jak získat v životě úspěch. Začala proto s výzkumem na toto téma a tak vznikl projekt Tajemství.

## Tajemství (The Secret)
Podle výzkumu, který Byrneová provedla, tvrdí, že všechny velké historické osobnosti věděly o zákonu přitažlivosti, přičemž za příklad dává Isaaca Newtona, Abrahama Lincolna, Ludwiga van Beethovena, Winstona Churchilla a další. Při dalším výzkumu zjistila, že současnými zastánci zákonu přitažlivosti jsou autor Jack Canfield, interpret John Assaraf, vizionář Michael Beckwith, John Demartini, Bob Proctor, James Arthur Ray, Joseph Vitale, Lisa Nichols, Marie Diamond a John Gray.
Byrneová sklidila úspěch jak s filmem, tak i s knihou Tajemství. Kniha Tajemství vyšla v roce 2006 a na jaře 2007 bylo prodáno více než 19 milionů kopií ve více než 40 jazycích. Zároveň se prodalo více než 2 miliony DVD. Kniha a film Tajemství vydělalo 300 milionů dolarů.
V roce 2007 byla Byrneová uvedena v magazínu Time TIME 100: The Most Influential People, což je seznam 100 lidí, kteří každý rok mění svět. Od roku 2010 je zaznamenána na každoročním seznamu The 100 Most Spiritually Influential Living People časopisu Mind Body Spirit. Velkou popularitu a komerční úspěch získala poté, co se objevila v Show Oprah Winfreyové.

## Pokračování
Byrneová byla na základě několika tisíců dopisů inspirována k napsaní knižního pokračování, které dostalo název Moc. Kniha Moc byla publikována 17. srpna 2010 a ten samý den vyšla i audiokniha. V roce 2012 vydala autorka třetí knihu s názvem Kouzlo.

## Další práce
Další její díla zahrnují knihy Hrdina (2013), Jak mi Tajemství změnilo život (2016) a Největší Tajemství (2020). Byrneová vlastní web věnovaný Tajemství, www.thesecret.tv.